# Hesmond
Hesmond (Aussprache [eˈmɔ̃]) ist eine französische Gemeinde mit 164 Einwohnern (Stand: 1. Januar 2022) im Département Pas-de-Calais in der Region Hauts-de-France (vor 2016 Nord-Pas-de-Calais). Sie gehört zum Arrondissement Montreuil und zum Gemeindeverband Les 7 Vallées. Die Einwohner werden Hesmondois und Hesmondoises genannt.

## Lage
Die Gemeinde Hesmond liegt im Artois am Flüsschen Créquoise, elf Kilometer östlich von Montreuil-sur-Mer. Nachbargemeinden von Hesmond sind Embry und Boubers-lès-Hesmond im Norden, Lebiez im Osten, Offin im Süden, Loison-sur-Créquoise im Westen sowie Saint-Denœux im Nordwesten.

## Bevölkerungsentwicklung
| Jahr                       | 1962 | 1968 | 1975 | 1982 | 1990 | 1999 | 2007 | 2014 | 2022 |
| Einwohner                  | 226  | 205  | 187  | 206  | 186  | 159  | 174  | 177  | 164  |
| Quellen: Cassini und INSEE |      |      |      |      |      |      |      |      |      |

## Sehenswürdigkeiten
- Kirche Saint-Germain aus dem 16. Jahrhundert
- Kapelle
- Schloss aus dem 18. Jahrhundert

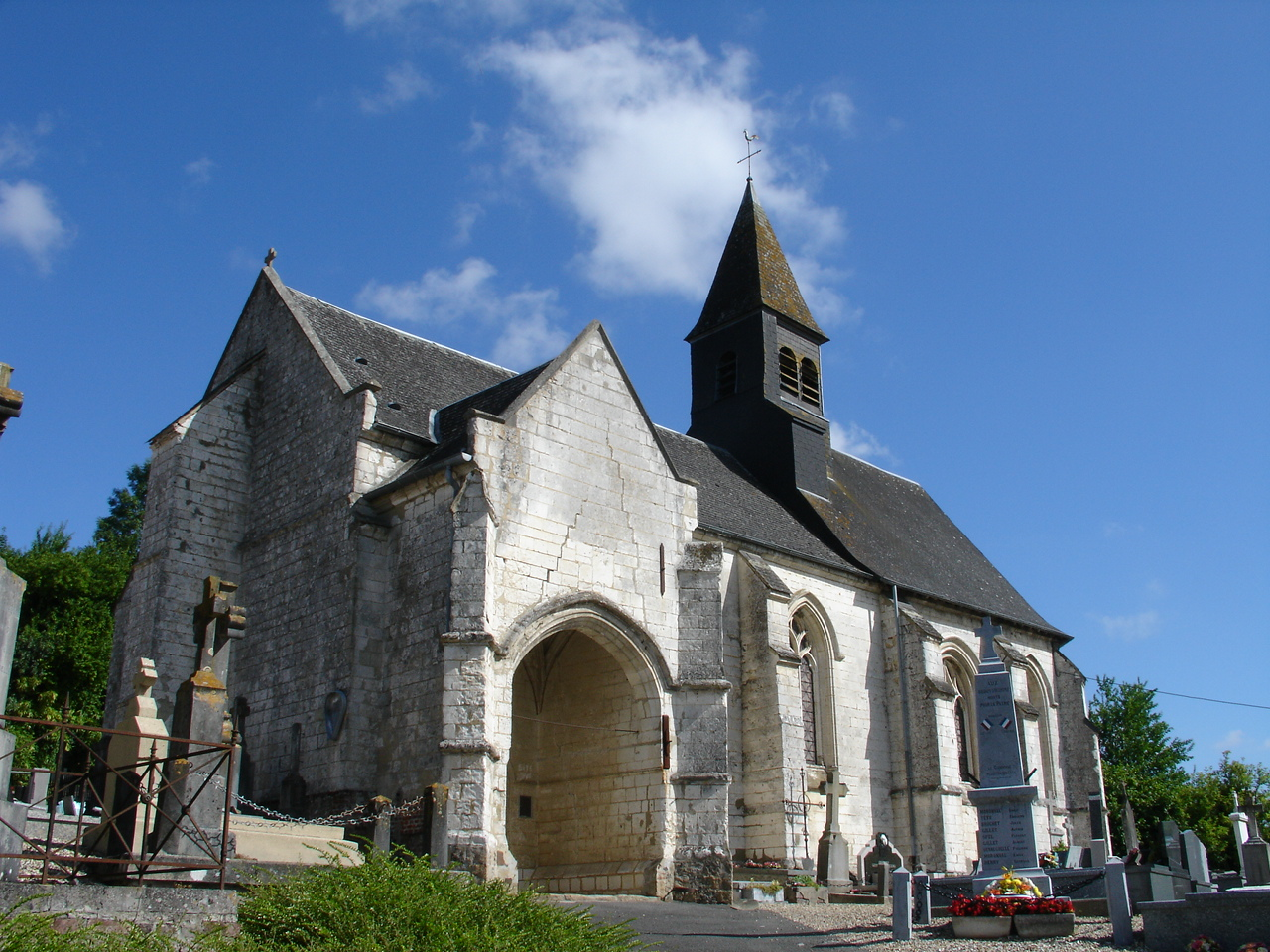
Kirche Saint-Germain und Gefallenendenkmal
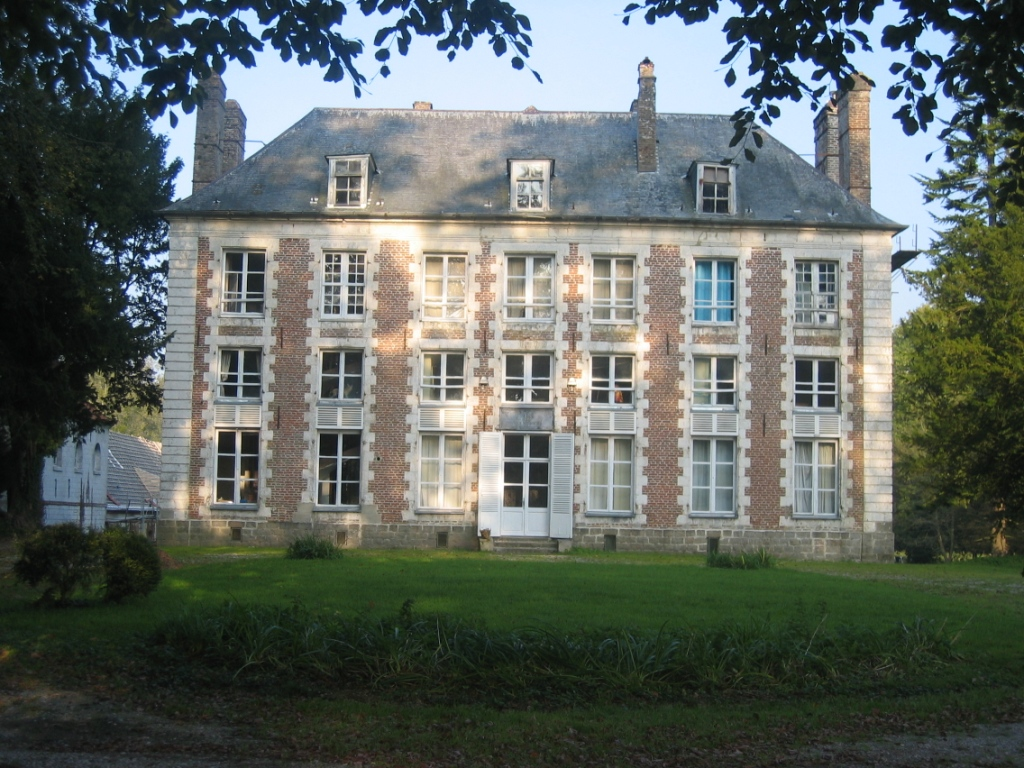
Schloss
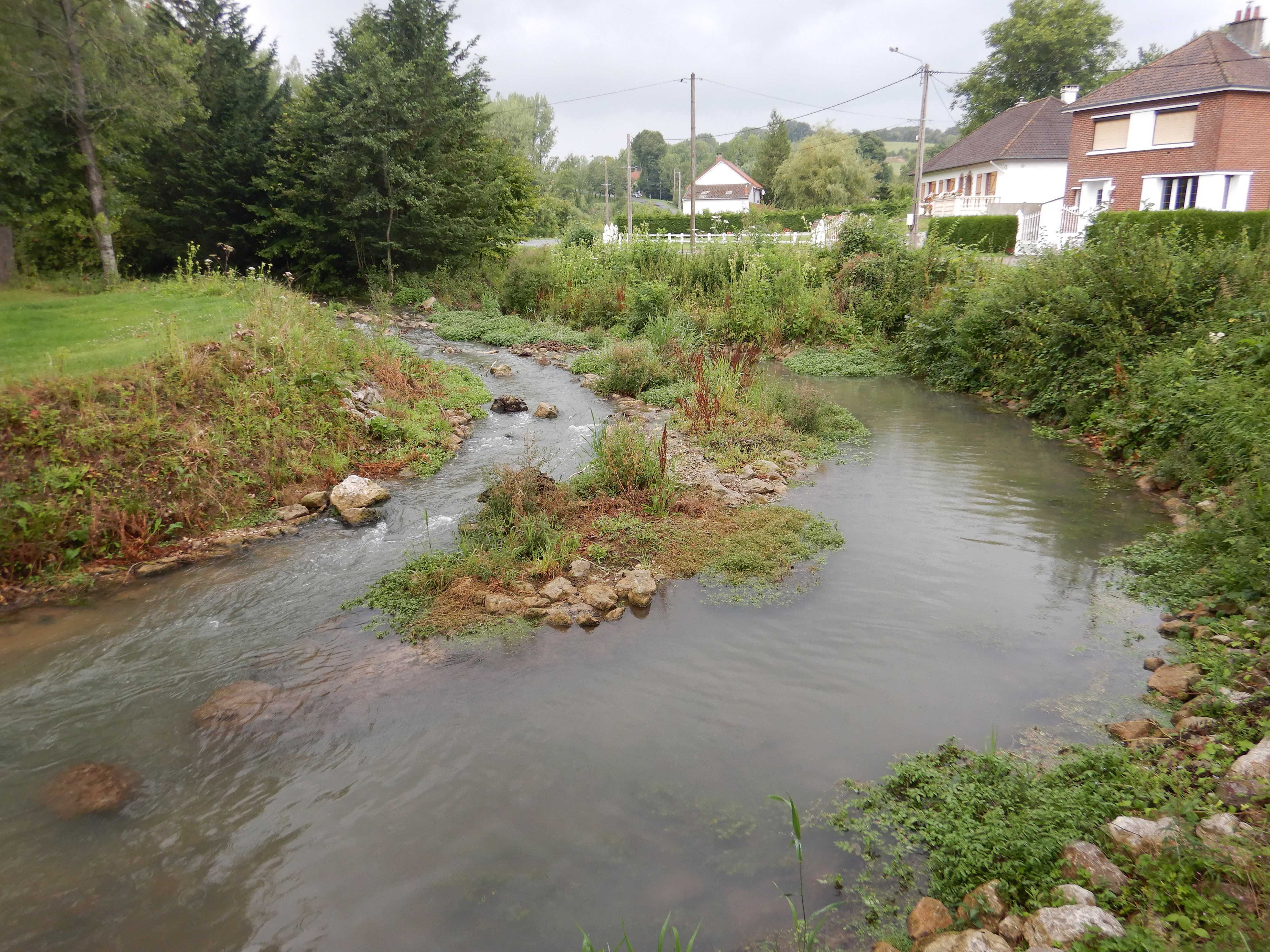
Die Créquoise in Hesmond